# Tiempo de parada

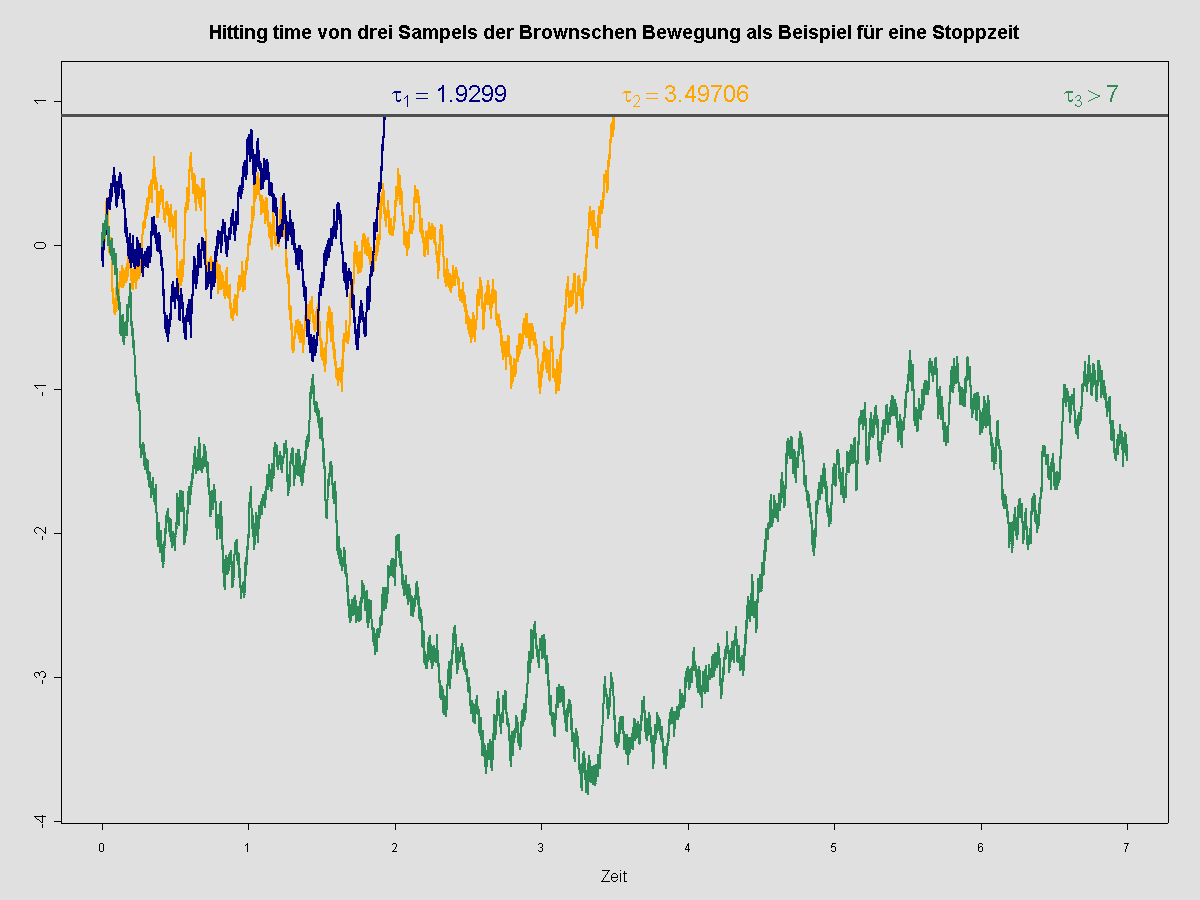
Ejemplo de tiempo de parada en un Movimiento browniano.

En teoría de la probabilidad, en particular en el estudio de los procesos estocásticos, el tiempo de parada (también conocido como tiempo de Markov) es un tipo específico de «tiempo aleatorio».
La teoría del tiempo de parada puede ser analizada en probabilidad o en estadística, notablemente a través del teorema de la parada opcional. Además, los tiempos de parada son frecuentemente aplicados en pruebas matemáticas para «controlar el continuum de tiempo», como Chung lo expresó en su libro en 1982.

## Definición

### Definición discreta
Se dice que una variable aleatoria {\displaystyle T} es un tiempo de parada respecto de las variables aleatorias {\displaystyle \{X_{0},X_{1},...,X_{n}\}} si basados en la información proporcionada por {\displaystyle \{X_{0},X_{1},...,X_{n}\}} podemos determinar si el evento {\displaystyle \{T=n\}} ha ocurrido. El evento {\displaystyle \{T=n\}} no es el único que queda determinado por la información proporcionada por {\displaystyle \{X_{0},X_{1},...,X_{n}\}}. De hecho, existen otros eventos como {\displaystyle \{T\leq n\},\{T\geq n\},\{T<n\}{\text{ y }}\{T>n\}}. 
Otra definición basada en procesos estocásticos es la siguiente: sea {\displaystyle T} una variable aleatoria definida sobre {\displaystyle \mathbb {N} _{0}\cup \{\infty \}} y {\displaystyle (X_{k})_{k\geq 0}} un proceso estocástico. Si para todo {\displaystyle n\geq 0} todos los eventos {\displaystyle \{T\leq n\}} están determinados totalmente por los elementos {\displaystyle (X_{0},X_{1},...,X_{n})} se dice que {\displaystyle T} es un tiempo de parada. También recibe el nombre de tiempo de Markov.

### Definición usando filtraciones
Sea {\displaystyle (\Omega ,{\mathcal {F}},\mathbb {F} =({\mathcal {F}}_{t})_{t\in T},P)} un espacio de probabilidad filtrado, donde {\displaystyle T} es un conjunto de índices, a menudo {\displaystyle T=\mathbb {N} } o {\displaystyle T=[0,\infty )}. Un tiempo de parada es una variable aleatoria {\displaystyle \tau :\Omega \rightarrow T} tal que {\displaystyle \{\tau =t\}\in {\mathcal {F}}_{t}} para todo {\displaystyle t\in T}.
El tiempo de parada tiene lugar en la teoría de la decisión, en la cual una regla de parada se caracteriza como un mecanismo que sirve para decidir si continuar o detener un proceso sobre la base de la posición presente y de eventos pasados, y que casi seguramente conduce a una decisión para detener en algún momento de tiempo.